# Niechcice (gromada)
Niechcice – dawna gromada, czyli najmniejsza jednostka podziału terytorialnego Polskiej Rzeczypospolitej Ludowej w latach 1954–1972.
Gromady, z gromadzkimi radami narodowymi (GRN) jako organami władzy najniższego stopnia na wsi, funkcjonowały od reformy reorganizującej administrację wiejską przeprowadzonej jesienią 1954 do momentu ich zniesienia z dniem 1 stycznia 1973, tym samym wypierając organizację gminną w latach 1954–1972.
Gromadę Niechcice siedzibą GRN w Niechcicach utworzono – jako jedną z 8759 gromad na obszarze Polski – w powiecie piotrkowskim w woj. łódzkim, na mocy uchwały nr 35/54 WRN w Łodzi z dnia 4 października 1954. W skład jednostki weszły obszary dotychczasowych gromad Gieski, Niechcice, Świerczyńsko, Truszczanek, Wola Niechcicka Nowa, Wola Niechcicka Stara i Wroników ze zniesionej gminy Rozprza oraz wieś Biała Róża i wieś Budy Porajskie z dotychczasowej gromady Huta Porajska ze zniesionej gminy Parzniewice w tymże powiecie. Dla gromady ustalono 22 członków gromadzkiej rady narodowej.
Gromada przetrwała do końca 1972 roku, czyli do kolejnej reformy gminnej.